# Joey (televíziós sorozat)
A Joey egy rövid életű amerikai szituációs komédia, a Jóbarátok című sorozat spin-offja. A címszerepben Matt LeBlanc látható, mint Joey Tribbiani, aki a Jóbarátok sorozat egyik főszereplője is volt. 
A sorozatot az NBC tévécsatornán sugározták, 2004 és 2006 között két évadot, összesen 46 epizódot élt meg. Magyarországon először az HBO mutatta be 2005. február 11-én, később a TV2 is műsorra tűzte 2006. december 20-án.

## Történet
A történet a Jóbarátok után játszódik. Joey Los Angelesbe költözik, hogy saját karrierbe kezdjen. Nővére ott lakik. Fia, Michael Joey mellé költözik. Kezdetben két sorozatban is kínálnak neki szerepet, de az egyiket, ahol ápolót kellene játszania, lemondja, a másikkal megbukik, miközben az ápolósorozat meg befut – nélküle.

## Szereplők

### Főszereplők
| Szerep             | Színész             | Magyar hang       |
| ------------------ | ------------------- | ----------------- |
| Joey Tribbiani     | Matt LeBlanc        | Holl Nándor       |
| Alex Garrett       | Andrea Anders       | Madarász Éva      |
| Michael Tribbiani  | Paulo Costanzo      | Bartucz Attila    |
| Bobbie Morganstern | Jennifer Coolidge   | Rátonyi Hajni     |
| Gina Tribbiani     | Drea de Matteo      | Makay Andrea      |
| Howard             | Ben Falcone         | Karácsonyi Zoltán |
| Zach               | Miguel A. Núñez Jr. | Dányi Krisztián   |
| Jimmy              | Adam Goldberg       | Miller Zoltán     |

### Vendégszereplők
- Simon Helberg [1.3,15, 2.17] – Seth
- Peter Stormare [1.7] – Viktor
- Kelly Preston [1.8-9] – Donna Di Gregorio
- Danny Nucci [1.9] – Ron
- Ben Falcone – Howard
- Bob Saget [1.11] – önmaga
- Lucy Liu [1.12-14] – Lauren Beck
- Brent Spiner [1.14] – önmaga
- Jay Leno [1.16] – önmaga
- Christina Ricci [1.19] – Mary Teresa Tribbiani
- Carmen Electra [1.22,2.15] – önmaga
- Kevin Smith [2.1] – önmaga
- John Larroquette [2.3,6] – Benjamin Lockwood
- Alan Sick [2.7] – önmaga
- Ellen DeGeneres [2.8] – önmaga
- George Hamilton [2.10] – önmaga

## Epizódok
| Évad | Évad | Részek száma | Részek száma | Eredeti sugárzás     | Eredeti sugárzás    | Eredeti adó | Magyar sugárzás   | Magyar sugárzás  | Magyar adó |
| Évad | Évad | Részek száma | Részek száma | Évadbemutató         | Évadzáró            | Eredeti adó | Évadbemutató      | Évadzáró         | Magyar adó |
| ---- | ---- | ------------ | ------------ | -------------------- | ------------------- | ----------- | ----------------- | ---------------- | ---------- |
|      | 1.   | 24           | 24           | 2004. szeptember 9.  | 2005. május 12.     | NBC         | 2005. február 11. | 2005. október 21 | HBO        |
|      | 2.   | 22           | 22           | 2005. szeptember 22. | 2006. augusztus 23. | NBC         | 2006. január 7.   | 2006. július 29. | HBO        |

### 1. évad (2004–2005)
| Sor. | Év. | Cím                                                              | Rendező          | Író                                                                          | Premier                                | Nézettség    |
| ---- | --- | ---------------------------------------------------------------- | ---------------- | ---------------------------------------------------------------------------- | -------------------------------------- | ------------ |
| 1.   | 1.  | Bevezető rész (Pilot)                                            | Kevin S. Bright  | Shana Goldberg-Meehan és Scott Silveri                                       | 2004. szeptember 9. 2005. február 11.  | 18,55 millió |
| 2.   | 2.  | Joey és a tanítványa (Joey and the Student)                      | Kevin S. Bright  | Shana Goldberg-Meehan és Scott Silveri                                       | 2004. szeptember 16. 2005. február 18. | 15,37 millió |
| 3.   | 3.  | Joey bulija (Joey and the Party)                                 | Gail Mancuso     | Robert Carlock                                                               | 2004. szeptember 23. 2005. február 25. | 14,87 millió |
| 4.   | 4.  | Joey és a könyvklub (Joey and the Book Club)                     | Andrew D. Weyman | John Quaintance                                                              | 2004. szeptember 30. 2005. március 4.  | 13,59 millió |
| 5.   | 5.  | Összecsapnak a hullámok (Joey and the Perfect Storm)             | David Schwimmer  | Vanessa McCarthy                                                             | 2004. október 7. 2005. március 11.     | 12,83 millió |
| 6.   | 6.  | Joey és a Nemezis (Joey and the Nemesis)                         | Kevin S. Bright  | Sherry Bilsing-Graham és Ellen Plummer                                       | 2004. október 14. 2005. március 18.    | 13,37 millió |
| 7.   | 7.  | Joey és a férj (Joey and the Husband)                            | Gail Mancuso     | Brian Kelley                                                                 | 2004. október 21. 2005. március 21.    | 11,69 millió |
| 8.   | 8.  | Joey és álmai asszonya 1. rész (Joey and the Dream Girl, Part 1) | Gary Halvorson   | Brian Buckner                                                                | 2004. november 4. 2005. április 8.     | 12,56 millió |
| 9.   | 9.  | Joey és álmai asszonya 2. rész (Joey and the Dream Girl, Part 2) | Gary Halvorson   | Robert Carlock                                                               | 2004. november 11. 2005. április 15.   | 11,69 millió |
| 10.  | 10. | Joey és a nagy meghallgatás (Joey and the Big Audition)          | Sheldon Epps     | John Quaintance                                                              | 2004. november 18. 2005. április 22.   | 11,92 millió |
| 11.  | 11. | Joey és a nagy utazás (Joey and the Road Trip)                   | Kevin S. Bright  | Vanessa McCarthy                                                             | 2004. december 2. 2005. április 29.    | 11,44 millió |
| 12.  | 12. | Joey és a fordulat (Joey and the Plot Twist)                     | Kevin S. Bright  | Történet: Jon Pollack Tévéjáték: Craig DeGregorio                            | 2004. december 9. 2005. június 10.     | 10,20 millió |
| 13.  | 13. | Joey és az íz-teszt (Joey and the Taste Test)                    | David Schwimmer  | Shana Goldberg-Meehan és Scott Silveri                                       | 2005. január 6. 2005. június 17.       | 12,51 millió |
| 14.  | 14. | Joey és a premier (Joey and the Premiere)                        | Kevin S. Bright  | Matt Hubbard                                                                 | 2005. január 13. 2005. június 24.      | 12,26 millió |
| 15.  | 15. | Joey és az asszisztens (Joey and the Assistant)                  | Andrew D. Weyman | John Quintance és Brian Kelley                                               | 2005. január 20. 2005. július 1.       | 12,55 millió |
| 16.  | 16. | Joey és az esti show (Joey and The Tonight Show)                 | Andrew D. Weyman | Doty Abrams                                                                  | 2005. február 3. 2005. július 8.       | 9,96 millió  |
| 17.  | 17. | Joey és a Valentin-napi randi (Joey and the Valentine's Date)    | Andrew D. Weyman | Történet: Brian Kelley Tévéjáték: Robert Carlock                             | 2005. február 10. 2005. július 15.     | 11,40 millió |
| 18.  | 18. | Joey és a rossz név (Joey and the Wrong Name)                    | Kevin S. Bright  | Történet: Sherry Bilsing-Graham és Ellen Plummer Tévéjáték: Matt Hubbard     | 2005. február 17. 2005. július 22.     | 9,84 millió  |
| 19.  | 19. | Joey és a puccos húg (Joey and the Fancy Sister)                 | Gary Halvorson   | Robert Carlock és Brian Buckner                                              | 2005. február 24. 2005. július 29.     | 9,96 millió  |
| 20.  | 20. | Joey és a szomszéd (Joey and the Neighbor)                       | Gary Halvorson   | Történet: Nicholas Darrow Tévéjáték: Vanessa McCarthy                        | 2005. március 24. 2005. augusztus 5.   | 8,76 millió  |
| 21.  | 21. | Joey és a kémkedés (Joey and the Spying)                         | Kevin S. Bright  | Történet: Tracy Reilly Tévéjáték: Brian Buckner                              | 2005. április 21. 2005. augusztus 12.  | 7,51 millió  |
| 22.  | 22. | Joey és a kísértés (Joey and the Temptation)                     | Sheldon Epps     | Történet: Craig DeGregorio Tévéjáték: Sherry Bilsing-Graham és Ellen Plummer | 2005. május 5. 2005. augusztus 19.     | 7,46 millió  |
| 23.  | 23. | Joey és a szakítás (Joey and the Breakup)                        | Andrew D. Weyman | Történet: John Quintance Tévéjáték: Nicholas Darrow                          | 2005. május 12. 2005. augusztus 26.    | 8,56 millió  |
| 24.  | 24. | Joey és a beköltözés (Joey and the Moving In)                    | Kevin S. Bright  | Scott Silveri és Shana Goldberg-Meehan                                       | 2005. május 12. 2005. október 21.      | 8,56 millió  |

### 2. évad (2005–2006)
| Sor. | Év. | Cím                                                                | Rendező         | Író                                      | Premier                               | Nézettség   |
| ---- | --- | ------------------------------------------------------------------ | --------------- | ---------------------------------------- | ------------------------------------- | ----------- |
| 25.  | 1.  | Joey nagy kiugrása 1. rész (Joey and the Big Break Part 1)         | Kevin S. Bright | Scott Silveri és Robert Carlock          | 2005. szeptember 22. 2006. január 7.  | 7,80 millió |
| 26.  | 2.  | Joey nagy kiugrása 2. rész (Joey and the Big Break Part 2)         | Kevin S. Bright | Scott Silveri és Robert Carlock          | 2005. szeptember 22. 2006. január 14. | 7,80 millió |
| 27.  | 3.  | Joey és az elfenekelés (Joey and the Spanking)                     | Kevin S. Bright | Michael Borkow                           | 2005. szeptember 29. 2006. január 21. | 7,45 millió |
| 28.  | 4.  | Joey és a kaszkadőr (Joey and the Stuntman)                        | Kevin S. Bright | John Quaintance                          | 2005. október 6. 2006. január 28.     | 7,18 millió |
| 29.  | 5.  | Joey és a ház (Joey and the House)                                 | Ben Weiss       | Brett Baer és Dave Finkel                | 2005. október 13. 2006. február 4.    | 7,35 millió |
| 30.  | 6.  | Joey és az ESL (Joey and the ESL)                                  | Peter Bonerz    | Vanessa McCarthy                         | 2005. október 20. 2006. február 11.   | 7,60 millió |
| 31.  | 7.  | Joey és a póker (Joker and the Poker)                              | Kevin S. Bright | Matt Hubbard                             | 2005. november 3. 2006. február 18.   | 7,70 millió |
| 32.  | 8.  | Joey és a szex-kazetta (Joey and the Sex Tape)                     | Kevin S. Bright | Linda Videtti Figueiredo                 | 2005. november 10. 2006. február 25.  | 8,08 millió |
| 33.  | 9.  | Joey és a musical (Joey and the Musical)                           | Gary Halvorson  | Vanessa McCarthy                         | 2005. november 17. 2006. március 4.   | 8,02 millió |
| 34.  | 10. | Joey és az agglegény Hálaadás (Joey and the Bachelor Thanksgiving) | Kevin S. Bright | John Quaintance                          | 2005. november 24. 2006. március 11.  | 5,46 millió |
| 35.  | 11. | Joey és a középiskolai barát (Joey and the High School Friend)     | Sheldon Epps    | Michael Borkow                           | 2005. december 8. 2006. március 18.   | 7,77 millió |
| 36.  | 12. | Joey és a tijuanai kirándulás (Joey and the Tijuana Trip)          | Gary Halvorson  | Robert Carlock                           | 2005. december 15. 2006. március 31.  | 7,99 millió |
| 37.  | 13. | Joey és a karácsonyi parti (Joey and the Christmas Party)          | Gary Halvorson  | Matt Hubbard és Linda Videtti Figueiredo | 2005. december 15. 2006. május 27.    | 7,99 millió |
| 38.  | 14. | Joey és a hógolyócsata (Joey and the Snowball Fight)               | Gary Halvorson  | Tracy Reilly és Matt Hubbard             | 2006. március 7. 2006. június 3.      | 4,09 millió |
| 39.  | 15. | Joey és az apák (Joey and the Dad)                                 | Kevin S. Bright | Robert Carlock és John Quaintance        | 2006. április 18. 2006. június 10.    | N/A         |
| 40.  | 16. | Joey és a féltékenység (Joey and the Party for Alex)               | Gil Cates Jr.   | Vanessa McCarthy                         | 2006. május 9. 2006. június 17.       | N/A         |
| 41.  | 17. | Joey és a nagy költözés (Joey and the Big Move)                    | Gary Halvorson  | Jean Yu                                  | 2006. május 16. 2006. június 24.      | N/A         |
| 42.  | 18. | Joey és az álkapcsolat (Joey and the Beard)                        | Peter Bonerz    | Dan Holden és Linda Videtti Figueiredo   | 2006. május 23. 2006. július 1.       | N/A         |
| 43.  | 19. | Joey titkos utálója (Joey and the Critic)                          | Ben Weiss       | Michael Borkow                           | 2006. május 30. 2006. július 8.       | N/A         |
| 44.  | 20. | Joey a kulisszák mögött (Joey and the Actor's Studio)              | Kevin S. Bright | John Quaintance                          | 2006. június 6. 2006. július 15.      | N/A         |
| 45.  | 21. | Joey és a tartós kapcsolat (Joey and the Holding Hands)            | Peter Bonerz    | Vanessa McCarthy és Robert Carlock       | 2006. június 28. 2006. július 22.     | N/A         |
| 46.  | 22. | Joey és az esküvő (Joey and the Wedding)                           | Kevin S. Bright | Alison Flierl és John Quaintance         | 2006. augusztus 23. 2006. július 29.  | N/A         |